# Etohexadiol
El etohexadiol, nombre común del 2-etil-1,3-hexanodiol o 2-etilhexano-1,3-diol, es un diol de fórmula molecular C8H18O2. Es isómero de posición del 1,2-octanodiol y 1,8-octanodiol pero, a diferencia de estos, su cadena carbonada no es lineal. Es una molécula quiral dado que dos de sus átomos de carbono son asimétricos. 

## Propiedades físicas y químicas
El etohexadiol es un líquido ligeramente aceitoso, incoloro e inodoro. Tiene su punto de fusión a -40 °C y su punto de ebullición a 244 °C.
Posee una densidad inferior a la del agua, 0,933 g/cm³.
Es un líquido muy viscoso, siendo su viscosidad μ = 323 cP —comparativamente al agua tiene μ = 0,9, el etilenglicol μ = 16 y el hexilenglicol μ = 34 cP.
En fase vapor, su densidad es cinco veces mayor que la del aire.

El valor estimado del logaritmo de su coeficiente de reparto, logP ≃ 1,3 - 1,6, implica una solubilidad mayor en disolventes apolares que en agua.
Es soluble etanol, isopropanol y propilenglicol, y miscible con cloroformo y éter. En agua, el etohexadiol es soluble en proporción de un 0,6% (en peso); en sentido inverso, el agua es soluble un 10,8% en etohexadiol.

## Síntesis y usos
El etohexadiol se obtiene por reacción de condensación del butanal. Esta puede llevarse a cabo por ebullición a reflujo durante 5 horas en presencia de carburo de calcio y óxido de bario.
En general, el proceso consta de dos pasos: condensación aldólica por medio de un hidróxido de metal alcalino o un hidróxido de metal alcalinotérreo como catalizador, y subsiguiente hidrogenación (reducción).
En este último paso, el agente reductor puede ser borohidruro de sodio o níquel Raney.
Para promover la reacción y mejorar su control, se usa adicionalmente un catalizador de transferencia de fase neutro en el proceso. El rendimiento  es de aproximadamente el 55%.
Otra forma de obtener etohexadiol es haciendo reaccionar 3-ettil-4-propilideno-oxetan-2-ona con etanol. La reducción se efectúa con hidrógeno a altas presiones utilizando níquel Raney como catalizador.
Asimismo, la deshidrodimerización del 1-butanol —a 1 atmósfera de presión y reflujo de temperatura en fotólisis (254 nm) en presencia de trazas de mercurio vapor— es otra vía para sintetizar este diol; el 4,5-octanodiol es otro producto resultante con este procedimiento.
Por otra parte, el etohexadiol actúa como precursor para la síntesis de 3-(hidroximetil)heptan-4-ona. Esta oxidación tiene lugar con peróxido de hidrógeno, utilizando como catalizador MPCP (que contiene molibdeno y fósforo) o un complejo polioximetalato-Keggin monosustituido.
En cuanto sus aplicaciones, el etohexadiol se emplea como repelente contra insectos, siendo conocido en este ámbito como 6-12 o Rutgers 612. Es especialmente eficaz contra mosquitos del género Aedes.
También actúa contra ciertos ectoparásitos y ácaros de la sarna.
Sin embargo, basándose en casos de toxicidad leve observados en el desarrollo de animales, varias agencias han recomendado que se retire su uso como repelente de insectos.
Este compuesto también se utiliza como emulsionante, componente reactivo en recubrimientos de uretano, agente quelante del ácido bórico, acondicionador en productos de corcho y disolvente en formulaciones cosméticas.

## Precauciones
El etohexadiol puede ocasionar severa irritación en los ojos. Es un compuesto combustible que tiene su punto de inflamabilidad a 130 °C y su temperatura de autoignición a 360 °C.